# Barra de Guaratiba
Barra de Guaratiba és un barri de la zona oest de la ciutat de Rio de Janeiro, a Brasil.
El barri és essencialment habitat per classes mitjanes i va ser habitat durant els anys 1960 i 1970 per moltes personalitats que desitjaven fugir de l'espai urbà aclaparador del centre de la ciutat de Rio. En particular, l'artista i paisatgista Roberto Burle Marx hi va viure, i a la seva mort va fer donatiu de la seva estada a l'Institut del Patrimoni Històric i Artístic Nacional. El lloc encara és avui un punt turístic del barri amb moltes obres personals i de col·lecció de l'artista.

## Toponímia
"Guaratiba" és un terme originari de la Llengua tupí que significa "reunió d'Ibis escarlata" (guará), a través de la unió dels termes agwa'rá ("guará") i tyba ("reunió").

## Història
En els registres pertanyents a São Salvador do Mundo de la Freguesia de Guaratiba, consta que la regió de la Barra de Guaratiba va començar a ser habitada a partir de març de 1579, quan Manoel Velloso Espina, habitant de Vila dos Santos, que va lluitar al costat d'Estácio de Sá contra els tamoios, va requerir a la Corona portuguesa la donació d'una sesmaria (mesura de terres amb que el rei de Portugal premiava els seus colons més fidels), situada al nord de l'illa anomenada Marambaia da Barra (avui Restinga de Marambaia), al llarg de la costa, amb dues llegües de llargada i altres tantes en direcció al rerepaís, i una illa de nom Guratiba-Aitinga o Aratuquacima (avui Barra de Guaratiba).
El referit ciutadà va justificar la seva petició de donació, al·legant haver usat un buc de la seva propietat, i la seva costa, amb la seva gent, més esclaus, amb molta despesa, conquerint per a la Corona Portuguesa el riu Tamoio-Franceses i Cabo Frio, a més d'haver contribuït per a la derrota dels tamoios al costat d'Estácio de Sá.
La donació va ser concebuda, sota l'exigència de que el concessionari poblés les terres en un termini màxim de tres anys, amb els seus hereus, ascendents i descendents, sense tribut algun, tret dels pagats a l'església.
No resta cap mena de dubte que va començar a partir d'aquesta època l'ocupació de les terra de Guaratiba, per l'home blanc, i la creació del poble.
A partir de 1750- cent setanta-un anys després, Dom Fradique de Quevedo Rondon en l'època concessionari de les terres, va donar una part a São Salvador do Mundo de la Freguesia de Guaratiba.
Lloat en notes fetes pel guaratibà Almir de Carvalho, consta que hi ha forts indicis de que va ser a Barra de Guaratiba on els invasores francesos van desembarcar el 1710, quan el corsari Duclerc va percebre que no podria vèncer la barrera de foc de la Fortalesa de Santa Cruz, per a penetrar a la Badia de Guanabara. Hi ha forts indicis, també de que la restinga de Marambaia va ser utilitzada com a lloc de concentració del tràfic de negres del segle xviii.
La divisió del Patrimoni històric, davant de les evidències, la va considerar semblant a la regió de la Barra de Guaratiba, després d'haver examinat una reproducció del lloc de desembarcament,
La investigació va iniciar quan, estudiant la cultura cafetera en la província, va assabentar-se que el latifundista José Joaquim de Souza Breves es va embolicar en el comerç del cafè, adquirint l'illa de Marambaia, lloc utilitzat com a port d'embarcament i desembarcament, i, bastant adequat d'embarcacions de negrers.